# Beyond the Unknown
Beyond the Unknown è il secondo album in studio del gruppo musicale death metal statunitense Opprobrium, all'epoca conosciuti come Incubus, pubblicato dall'etichetta discografica Nuclear Blast nel 1990.

## Il disco
Il secondo disco degli Incubus fu registrato dai fratelli Moyses e Francis Howard, il primo nel ruolo di batterista, il secondo in veste di cantante, chitarrista e bassista, sebbene in quest'ultimo caso venne accreditato Mark Lavenia.
L'album presentò sonorità death metal con alcune soluzioni stilistiche thrash metal simili a quelle adottate da Slayer e Kreator.
La copertina raffigura una figura spettrale incappucciata, con degli occhi ardenti, che si staglia  tra le rovine di un cimitero. I testi delle canzoni trattano tematiche relative alla società moderna, come la criminalità (Curse of the Damned Cities) e l'aborto (Massacre of the Unborn), ma anche la dimensione spirituale (Beyond the Unknown) ed elementi religiosi con riferimenti alla Bibbia (The Deceived Ones).
L'album venne registrato presso gli studi Morrisound Recording, noti per essere stati utilizzati anche da gruppi quali Morbid Angel, Death e Sepultura, e fu pubblicato dalla Nuclear Blast. In seguito fu ristampato su un unico CD, in formato digipak, assieme a Serpent Temptation nella versione del 1996. Questa uscita venne pubblicata il 15 agosto del 2000 sempre  dalla Nuclear Blast e senza apportare modifiche alla copertina tranne che per l'aggiunta di Serpent Temptation nel titolo.
Nel 2008 l'etichetta discografica polacca Metal Mind Productions acquisì i diritti per una nuova pubblicazione di quest'album, tuttavia venne utilizzato il nome Opprobrium anziché Incubus. La ristampa uscì il 10 novembre dello stesso anno in Europa ed il successivo 20 gennaio negli Stati Uniti d'America. Per l'occasione l'album venne rimasterizzato con uno standard digitale a 24 bit su CD dorato e distribuito in edizione limitata a 1000 copie. La stessa label lo pubblicò nuovamente, in occasione del venticinquesimo anniversario, su CD in formato digipak. Questa edizione uscì il 4 maggio 2015 in Europa ed il giorno successivo negli Stati Uniti.

## Tracce
Beyond the Unknown
Testi e musiche di Francis e Moyses Howard.
1. Certain Accuracy – 5:36
2. The Deceived Ones – 3:26
3. Curse of the Damned Cities – 5:39
4. Beyond the Unknown – 4:31
5. Freezing Torment – 5:05
6. Massacre of the Unborn – 4:59
7. On the Burial Ground – 6:11
8. Mortify – 3:41

Beyond the Unknown / Serpent Temptation
Testi e musiche di Francis e Moyses Howard eccetto dove indicato.
1. Certain Accuracy – 5:34
2. The Deceived Ones – 3:23
3. Curse of the Damned Cities – 5:33
4. Beyond the Unknown – 4:30
5. Freezing Torment – 5:04
6. Massacre of the Unborn – 4:58
7. On the Burial Ground – 6:09
8. Mortify – 3:41
9. Battle of Armageddon – 5:57 (musica: Francis e Moyses Howard, Scot Latour)
10. Unseen Bereavement – 3:24 (testo: F.Howard, Latour – musica: F. e M. Howard, Latour)
11. Indulgence – 4:50 (testo: F.Howard, Latour – musica: F.e M. Howard, Latour)
12. Abductions – 4:09 (F. e M. Howard, Latour)
13. Prophets – 5:24 (musica: F. e M. Howard, Latour)
14. Hunger for Power – 5:32 (musica: F. e M. Howard, Latour)
15. Serpent Temptation – 3:37 (F. e M. Howard, Latour)
16. Curtains Closed – 4:43 (musica: F. e M. Howard, Latour)

## Formazione
- Francis M. Howard – voce, chitarra, basso
- Moyses M. Howard – batteria

Solo accreditato
- Mark Lavenia – basso